# Dessin nº5
Le dessin nº5 est un dessin d’architecture de grandes dimensions représentant la partie la partie centrale de la façade de la cathédrale Notre-Dame de Strasbourg. Il est composé d’une partie inférieure allant jusqu’à la galerie des apôtres et d’une partie supérieure représentant le beffroi. L’hypothèse dominante place la réalisation des deux parties dans les années 1360 et l’attribue à maître Gerlach, mais une théorie concurrente attribue la partie inférieure à Erwin de Steinbach avant 1317 et la partie supérieure à son fils Johannes Erwin.

## Description
Avec 405 cm de haut par 86 de large, le dessin nº5 est le plus grand des dessins de la collection de l’Œuvre Notre-Dame. Du fait de ses grandes dimensions, le dessin, qui représente la partie centrale de la façade de la cathédrale de Strasbourg sur toute sa hauteur, est composé d’un assemblage de six parchemins de veau : quatre pour les trois premiers niveaux, de la base du portail au sommet de la galerie des apôtres, et deux pour les niveaux supérieurs. Sept petites pièces de parchemins ont par ailleurs été utilisées pour réaliser la bordure autour du beffroi. Le tracé préparatoire a été effectué à la pointe sèche, dont les traces sont considérablement plus nombreuses dans la partie du dessin située au-dessus de la galerie des apôtres, puis le ou les auteurs ont réalisé le tracé définitif avec une encre carbonée, la finition étant faite au lavis et à la peinture à l'eau,.
Si le sujet est immédiatement identifiable, la représentation n’en est toutefois pas exacte. Au premier niveau, le tympan du portail est plus haut qu’en réalité, ce qui a pour conséquence de modifier la structure du grand gâble et de réduire la hauteur des niches des ébrasements. Le diamètre de la rose est également considérablement inférieur, les fleurs de lys terminant les redents n’empiétant pas sur les lancettes de celle-ci sur le dessin, alors qu’ils se recouvrent en réalité. .

## Datation et attribution
Dès 1912, Hans Friedrich Secker a émis l’idée que, contrairement à ce qui était alors établi, le dessin avait été réalisé en deux phases, la première, très ancienne, ayant consisté à tracer les éléments architecturaux, tandis que la seconde, vers 1350, avait vu l’ajout de la statuaire, mais sa proposition resta sans lendemain. En effet, toutes les tentatives de datation des décennies suivantes restèrent sur l’idée d’un dessin homogène, avec quelques variations de dates : Hans Jantzen et Alfred Stange reprirent la théorie de Friedrich Adler, qui le situait peu de temps après 1350 et y voyait par conséquent la main de Johannes Gerlach,,, Otto Kletzl y vit l’influence des Junkers de Prague et le plaça donc un peu plus tard, vers 1383, en l’attribuant à Michel de Fribourg,.
Ce n’est qu’à partir des années quatre-vingt que la proposition de Hans Secker trouva un écho chez Reinhard Liess, qui nota que la moitié inférieure était probablement plus ancienne, et avait été coupée au-dessus de la galerie des apôtres afin d’y adjoindre un nouveaux projet. À partir de cette observation, il émit l’hypothèse que la moitié inférieure avait été réalisée vers 1300-1310 et la partie supérieure vers 1320, en admettant toutefois qu’en raison des différences stylistiques avec les autres dessins d’Erwin de Steinbach, il n’était pas possible de lui attribuer.
Si le principe d’une division en deux parties du dessin n’a pas été remise en cause depuis, l’interprétation de ce fait est différente selon les auteurs. Pour Philippe Lorentz et Denise Borlée, les deux parties ont été réalisées dans un intervalle de temps très court entre 1365 et 1370. Pour Johann Joseph Böker en revanche, la partie inférieure serait antérieure à 1317 et réalisée par Erwin de Steinbach, tandis que la partie supérieure serait l’œuvre de son fils, Johannes Erwin.